# Financement d'un revenu de base en France
Pour un article plus général, voir Revenu de base en France.
 (juin 2023).
 (avril 2020).
Les informations dans cet article sont mal organisées, redondantes, ou il existe des sections bien trop longues. Structurez-le ou soumettez des propositions en page de discussion.
Avec le temps, il arrive que le contenu présent dans un article devienne désordonné. Il est souvent nécessaire de réorganiser l'article de fond en comble.
- Il faut tout d’abord répartir le contenu de l'article en plusieurs sections. Les informations doivent ensuite être exposées clairement et le plus synthétiquement possible, regroupées par sujet afin d'éviter les doublons. Quelqu'un cherchant une information précise doit pouvoir la trouver rapidement en lisant la section appropriée.
- À l'intérieur de chaque section, le texte, souvent initialement sous la forme de phrases éparses, doit être regroupé dans des paragraphes de quelques lignes, en assurant un enchaînement logique et une cohérence entre les phrases.
- Lorsque l'article ou l'une de ses sections développe trop longuement un point qui n'est pas dans le cœur du sujet traité, il convient de faire une synthèse et de transférer l'ancien contenu dans des articles plus appropriés (en cas de transfert, il faut impérativement respecter la procédure Aide:Scission).

Si vous pensez que ces points ont été résolus, vous pouvez retirer ce bandeau et améliorer le plan d'un autre article.
De nombreuses versions de revenu de base existent. Elles diffèrent par les montants, le profil des bénéficiaires et les modalités de financement. Une vingtaine de voies de financement sont explorées. Leurs valeurs diffèrent par le niveau d'études dont elles ont fait l'objet, et leurs capacités de contribution à un montant de revenu de base plus ou moins élevé ,.
En France, cette question a essentiellement été étudiée au travers les doctorats de Marc De Basquiat , Jean-Eric Hyafil , les travaux de la Fondation Jean-Jaurès , de Léon Régent, et ceux de Baptiste Mylondo. Un rapport d'information sénatorial a été mené en 2015 par Daniel Percheron en vue de synthétiser les différents éléments du débat sur le revenu de base , dont le financement.

## Préalable: montant du revenu de base
En France, plusieurs propositions de montants sont avancées dans les débats (cf. liste de partisans du revenu de base) :
- Christine Boutin : 200 € de 0 à 18 ans et 400 € à partir de 18 ans[8] ;
- Yoland Bresson : 400 à 450 € pour tous[9] ;
- Nathalie Kosciusko-Morizet : 470 € par adulte ;
- Gaspard Koenig et Marc de Basquiat : 480 € par adulte, 270 € par adolescent entre 14 et 18 ans et 200 € par enfant de moins de 14 ans (dans leur ouvrage Liber, un revenu de liberté pour tous) ;
- Jacques Marseille : 375 € de 0 à 18 ans et 750 € à partir de 18 ans [10];
- Benoît Hamon : 600 € à 750 €[11] ;
- Dominique de Villepin : 850 € à partir de 18 ans[12] ;
- Baptiste Mylondo : 1 000 € pour les adultes (il avait proposé auparavant 750 €)[13], 230 € par mineur[14] ;
- Yann Moulier-Boutang : proche du salaire minimum.

Certaines propositions invitent à moduler le montant du revenu de base selon l'âge des bénéficiaires, afin de mieux répondre à leurs besoins. Ainsi, elles distinguent parfois un montant « enfant » (souvent 30% de celui de l'actif, reversé au tuteur légal) « actif » et «  retraité » ,,,.

## Voies de financement chiffrées
Le tableau ci-dessous synthétise les voies de financement chiffrées détaillées par la suite :
| Voie de financement                                                    | Contribution au financement du revenu de base (en €/mois/habitant adulte) |
| ---------------------------------------------------------------------- | ------------------------------------------------------------------------- |
| Réforme fiscale impôt sur le revenu / CSG et RSA / Prime d'Activité    | Entre 450 € et 1000 €                                                     |
| Suppression des aides existantes caduques                              | (Voir plus bas)                                                           |
| Réforme de l'assurance chômage                                         | 85 €                                                                      |
| Forfaitisation des retraites                                           | Entre 70 € et 80 €                                                        |
| Taxation du patrimoine                                                 | Jusqu'à 465 €                                                             |
| Révision du mode actuel de création de la monnaie (dividende Européen) | Entre 80 € et 180 €                                                       |
| Taxe sur le trading haute fréquence (loi Tobin)                        | 10 €                                                                      |
| Taxe Carbone                                                           | 5 €                                                                       |

### Réforme de l'impôt sur le revenu / Réforme de la CSG et RSA / Prime d'Activité
Trois grandes propositions de réformes sont envisagées . Dans un but de simplification, il est souvent suggéré que l'impôt sur le revenu soit individualisé, et le quotient familial supprimé ,.
1. Financement via l'impôt sur le revenu (IRPP) uniquement : Gaspard Koenig et l'économiste Marc de Basquiat formalisent cette voie de financement dans l'essai Liber, un revenu de liberté pour tous, basé sur la thèse de Marc de Basquiat [3]. Il y démontre la faisabilité d'un revenu de base de 480 €/habitant/mois, financé par un passage à un taux d’imposition unique situé entre 25 % et 30 % pour les 4 premières tranches d'impôts, donc applicable dès le 1er euro gagné. Pour les deux tranches d'impôts suivantes, les taux d'impositions actuels resteraient inchangés [3]. Ce revenu de base pourrait être versé sous forme de crédit d'impôt, à savoir un impôt « négatif », qui reviendrait à un versement de la part de l’État envers les moins fortunés. L’économiste Baptiste Mylondo revendique un revenu de base d’environ 1000 €/habitant/mois, financé par des taux d’impositions plus élevés que ceux évoqués par Marc de Basquiat. Pour cela, il propose de taxer de façon fortement progressive les revenus, à l’heure actuelle le revenu moyen par habitant étant de 1276 €/habitant/mois [22],[23].
2. Financement du revenu de base par une hausse de la CSG : on chiffre qu'un accroissement de la Contribution sociale généralisée (CSG) à 23% contribuerait à hauteur de 465 €/mois/habitant [24]. L'économiste Baptiste Mylondo calcule qu'un accroissement de la CSG à 37 points contribuerait à hauteur de 800 €/habitant/mois [25].
3. Fusion de l'impôt sur le revenu et de la CSG et augmentation du prélèvement total [19]. Certains tenants du revenu universel proposent de fusionner l'impôt sur le revenu avec la CSG et d'augmenter ce nouvel impôt à 30 % des revenus. Ce taux serait valable jusqu'à 10 000 €/mois, et passerait à 50 % pour les revenus supérieurs [17].

Les 4 tableaux ci-dessous  donnent un exemple de financement équilibré pour un revenu de base de 750€ :
Un coût de 496 milliards d'euros
| population                | nombre d'individus | euro mensuel | montant total   |
| ------------------------- | ------------------ | ------------ | --------------- |
| moins de 18 ans (enfants) | 16,4 millions      | 225          | 44              |
| 18 / 24 ans (étudiants)   | 5,3 millions       | 750          | 48              |
| adultes                   | 31,2 millions      | 750          | 281             |
| retraités                 | 13,7 millions      | 750          | 123             |
|                           |                    |              | - 496 milliards |

Des recettes de 496 milliards:	
179 milliards à partir des dépenses existantes 
| RSA et prime d'activité       | 15,43           |
| aides au logement             | 17,48           |
| exonérations sur bas salaires | 38,7            |
| suppression niches fiscales   | 34,39           |
| prestations familiales        | 36              |
| individualisation de l'impôt  | 37              |
|                               | + 179 milliards |

282 milliards à partir des impôts existants :
| impôts sur revenu passés à 25 % | 147,2              |
| CSG passée à 10 %               | 23,1               |
| TVA 20 % (inchangée)            | 0                  |
| Taxe sur patrimoine             | 107.47             |
| Taxe carbone                    | 4,67               |
|                                 | + 282,44 milliards |

35 milliards à partir de nouvelles recettes
| taxes sur transactions financières | 15             |
| lutte contre la fraude fiscale     | 20             |
|                                    | + 35 milliards |

calculs et chiffres d'après le simulateur mis en place par le département de la Gironde.

impôt sur revenu : taux proportionnel sur les revenus des personnes physiques (flat tax).

CSG : sur l'ensemble des revenus.

taxe carbone : 50 € prix de la tonne sur les émissions de gaz à effet de serre.

### Suppression des principales aides existantes caduques
Selon le montant du revenu de base, certaines aides sociales peuvent devenir caduques, et être redistribuées pour contribuer à son financement. Dans le cas où elles restent pertinentes, leur montant est abaissé de celui du revenu de base en vigueur.
- Redistribution du Revenu de Solidarité Active (RSA) : la suppression du RSA va de pair avec une réforme fiscale, telle que présentée dans Liber, un revenu de Liberté pour tous, aboutissant à un revenu de base d'environ 480 €/mois/habitant.
- Redistribution des aides personnelles au logement (APL) : le montant du revenu de base devrait au moins s'élever à 741€, voire 794 € (somme du RSA et des aides au logement maximales) pour qu'une telle redistribution ne fasse pas de perdants, ce qui nécessite un budget élevé [26]. Le budget actuel des APL est de 18 milliards d'€/an [27]. Réparti sur 67 millions de Français, et 12 mois dans l'année, la contribution au financement d'un revenu de base est d'environ 22 €/habitant/mois. Le rapport sénatorial relatif au revenu de base relève plusieurs fois que l'APL provoque une hausse des prix des logements : "elle a des effets inflationnistes considérables. Les logeurs intègrent en effet l’APL et proposent un loyer correspondant à l’APL auquel ils ajoutent un complément" [7]. Cet aspect est conforté par plusieurs études [28],[29],[30].
- Prestations familiales diverses : Dans le livre La face cachée des prestations familiales, Léon Régent montre qu'un revenu de base "enfant" pourrait être mis en place (de 167 €/mois jusqu'à 13 ans, puis 240 €/mois jusqu'à 19 ans), moyennant la suppression des prestations suivantes : allocations familiales (AF) et majoration dès 14 ans, Complément Familial (CF), allocation de rentrée scolaire (ARS), supplément familial de traitement (SFT), PAJE de base, effet "enfant" du RSA socle ainsi que la prime d'activité et prime de Noël, effet du quotient familial selon PLF 2017, réduction d'impôts pour enfants poursuivant leurs études [31].

- Bourses étudiantes : Le budget actuel des bourses étudiantes est de 2 milliards d'€/an[32]. Réparti sur 67 millions de Français, et 12 mois dans l'année, la contribution au financement d'un revenu de base est de 2,5 €/habitant/mois.
- Cas du revenu de base agricole : une partie des aides attribuées par la PAC pourrait être orientée aux actifs agricoles, afin d'assurer aux producteurs/trices des revenus plus décents[33].

### Réforme de l'assurance chômage
Plusieurs propositions sont envisagées :
1. Assurance chômage maintenue en statu quo : Marc de Basquiat et Jean-Eric Hyafil proposent de ne pas bouleverser l'assurance chômage, qui fonctionnerait sur le même modèle qu'actuellement [3],[4], afin de ne pas déstabiliser les travailleurs souhaitant une certaine sécurité en cas de perte d'emploi (crédits à rembourser, train de vie, ...).
2. Suppression de l'assurance chômage : Cette voie de financement est proposée par Jacques Marseille [10]. Si un revenu universel d'un montant suffisant pour vivre est mis en place -ce montant étant sujet à discussion-, il deviendrait discutable de reverser les allocations chômage actuelles au financement du revenu de base. Ceci inclurait les 4 milliards de dépenses actuelles à l'aide à l'insertion/réinsertion professionnelle. En 2014, le montant maximal du chômage est de 7 000 €/mois, le chômeur étant tenu de retrouver un emploi rapidement. Lorsqu'une personne au chômage retrouve un emploi à temps réduit, 70% de ses revenus salariaux sont déduits de ses allocations chômage, ce qui peut être désincitatif dans certains cas. La contribution du reversement de ces allocations est chiffrée à environ 85 €/mois  par habitant en âge de travailler. Pour les travailleurs souhaitant garantir le maintien de leur niveau de vie en cas de perte d’emplois (hauts revenus, crédit à rembourser, ...), il est proposé de souscrire une assurance chômage privée, ou d'augmenter les primes de licenciement pour ces profils [34].
3. Développer les droits de tirage sociaux : Les travailleurs cotisent à une « caisse de tirages sociaux », et peuvent utiliser sur demande, lorsqu'ils ont suffisamment cotisé un « droit de tirages sociaux » pour changer de voie professionnelle, financer une formation, un projet associatif, une année sabbatique, … Les droits ne sont pas conditionnés à la recherche d'un emploi. Ils sont limités, proportionnels au montant cotisé par le travailleur. Ils sont ouverts au travailleur licencié comme à celui qui démissionne. Le travailleur qui n'aurait pas utilisé tous ses droits pourrait partir à la retraite plus tôt [4].

### Forfaitisation des retraites
De même que pour l'assurance chômage, plusieurs propositions sont envisagées pour les caisses de retraites :
1. Caisses de retraite maintenues en statu quo : Marc de Basquiat et Jean-Eric Hyafil proposent de ne pas bouleverser le système de retraite, qui fonctionnerait sur le même modèle qu'actuellement [3],[4].
2. Suppression des caisses de retraite : cette voie de financement était également proposée par Jacques Marseille [10]. Dans une de ses variantes, le système de retraite actuel serait remplacé par l’instauration d’un revenu de base « retraité », de 1 300 €/mois, que toucheraient les seniors, le montant moyen de la retraite actuelle étant 1 492 €/mois. La mise en place d’un tel système ne pourra se faire que sur une longue période de transition, afin de ne pas léser les travailleurs ayant cotisé pour plus. En outre cette proposition ne remet pas en cause le fonctionnement des retraites complémentaires. Certains partisans du revenu de base avancent les remarques suivantes [35] :
  1. Le système de retraites actuel perpétue, voire amplifie les inégalités de la vie active « Ceux qui ont la chance d’avoir une carrière longue et régulière, dans un emploi bien rémunéré perçoivent une retraite de base confortable [...]. Mais près d’un quart des retraités actuels perçoivent une pension inférieure au seuil de pauvreté », la plupart étant des femmes.
  2. Dans le cadre d’un revenu de base, si l’accès à une retraite suffisante est conditionnée par l’accumulation de points (ou de droits) tout au long de la vie active, alors les travailleurs n’oseront pas profiter au cours de leur vie des libertés que leur offre le revenu de base.

L’instauration d’un revenu de base « retraité » contribuerait à hauteur d’entre 70 € et 80 €/habitant/mois au financement général du revenu de base des actifs .

### Taxation du patrimoine
Les partisans de cette voie proposent de taxer la propriété (de façon progressive afin de ne pas léser les petits patrimoines), quelle que soit sa forme, jusqu'à 7 % du patrimoine national total des ménages . En France, l'INSEE a estimé en 2013 ce patrimoine total à 10 414 milliards d'euros . On peut en déduire qu'une taxe de 1,79 % du patrimoine national rapporterait 179 milliards à l’État, permettant de contribuer au financement d’un revenu de base à hauteur de 465 €/mois/adulte . 
Les conséquences sur le prix de l'immobilier sont incertaines, une augmentation de la taxe foncière pourrait inciter les propriétaires à vendre/louer leurs maisons/appartements, provoquant une baisse des prix des locations actuelles .
L'argument avancé est le déséquilibre de répartition du patrimoine actuel chez les Français : Sur les 10 400 milliards d'€ de patrimoine total, 10% des Français concentrent entre leurs mains la moitié des richesses du pays, tandis que la moitié la plus pauvre en possède moins de 7% .
Selon la Fondation Jean-Jaurès, il serait possible de remplacer l'impôt de solidarité sur la fortune et la taxe foncière par un « Impôt sur l'Actif Net (IAN) », dont l'assiette serait l'ensemble du patrimoine immobilier et financier des agents économiques (ménages, mais aussi entreprises et administrations publiques) net des dettes. Ceci contribuerait au financement d'un revenu de base à hauteur de 120€/mois/adulte, et 60€/mois/enfant .

### Révision du mode actuel de création de la monnaie
Le système de création monétaire actuel repose sur la possibilité pour les banques d’imprimer l'argent ex nihilo par le système d'emprunt : l'argent est injecté dans l’économie, via un individu qui rembourse un emprunt avec intérêts. Le taux d'intérêt est fixé par la BCE, plus ou moins élevé selon le besoin d'argent de l'économie.
Les partisans de cette voie proposent, conjointement à des études de la BCE , que l’argent nécessaire aux besoins de l’économie soit dorénavant imprimé par la banque centrale, et reversé directement aux citoyens sous forme d’un "dividende européen", ou revenu de base. Cette voie présenterait l’intérêt de profiter directement à l'économie réelle. Son montant dépendrait du contexte économique : selon plusieurs hypothèses de calcul cette contribution s’élèverait à entre 80 € et 180 €/mois/habitant européen .

### Taxe sur le trading Haute Fréquence (loi Tobin)
Selon une estimation de la commission européenne de 2012, l’instauration d’une taxe sur les transactions financières rapporterait environ 57 milliards d’euros au sein de l’UE . Ceci contribuerait à hauteur de moins de 10 €/mois pour chaque citoyen Européen .

### Taxe Carbone
De précédentes estimations ont montré que l’instauration de cette taxe rapporterait à l’État environ 4 milliards d’€/an . C’est-à-dire une contribution au financement du revenu universel de moins de 5 €/mois par citoyen Français.

## Voies de financement non chiffrées

### Réforme des niches fiscales
Les niches fiscales ont pour but d'exercer une influence positive sur un aspect social, souvent la création d'emplois, par perfusion fiscale. Par exemple, il est possible de bénéficier de réduction d'impôts en cas d'embauche d'une femme de ménage. Le manque à gagner pour l'Etat en raison des niches fiscales était de 82 milliards d'€ en 2015, CICE inclus .
En cas de mise en place d'un revenu de base, plusieurs scénarios sont évoqués  :
- En cas de fusion de l'impôt sur le revenu avec la CSG, les niches fiscales peuvent être maintenues en étant ré-estimées sur la base des nouveaux taux d'imposition.
- Le nombre de niches fiscales est réduit, permettant de contribuer au financement du revenu de base. Les niches subventionnant des services de confort pour personnes non dépendantes seraient supprimées. Pour les niches jouant un rôle de protection sociale (soin aux personnes âgées, activités sportives et culturelles, ...), plusieurs pistes sont envisagées :

1. Une suppression de ces niches, pour un remplacement par des subventions directes aux associations fournissant ce genre de service
2. Une suppression de ces niches, pour un remplacement par un système de chèque emploi service universel
3. Un maintien des niches fiscales réduisant le coût de certaines dépenses sociales dans le nouvel impôt issu de la fusion entre l'impôt sur le revenu et la CSG, sous la forme d'une réduction d'impôt plafonnée.

Pour les autres niches fiscales (dons aux œuvres, travaux d'isolation des logements, etc.), la situation sera traitée au cas par cas. Par exemple, il est proposé que les réductions fiscales pour investissement immobilier soit intégrées à l'aide au logement, afin de maintenir un mécanisme égal et unique pour tous.

### Taxation de l'héritage
Cette proposition rejoint celle de la taxation du patrimoine. Thomas Paine constatait déjà en 1795 que « les inégalités de patrimoine sont l'une des premières causes d'inégalité des revenus et des chances  », dans le cadre de ses propositions de financement de revenu de base. Les terres étaient sources de richesses, ceux qui n'en n'avaient pas étaient sujets à la très grande misère dès la moindre crise. Plutôt que de collectiviser les terres, il propose de taxer les héritages à hauteur de 10% pour financer une dotation universelle .
Cette proposition a été récemment reprise par Nicolas Frémeaux, qui estime que les recettes fiscales actuelles sur les successions permettraient de financer une dotation universelle de 15 600 €, versée en une fois dans son cas .

### Microtaxation sur les paiements électroniques
L'économiste suisse Marc Chesney propose de taxer l'ensemble des paiements électroniques pour remplacer les impôts existants en Suisse, et contribuer à l'instauration d'un revenu de base. Selon lui, l'introduction d'une telle taxe à hauteur de 0,4% générerait 400 milliards de Francs suisses . Pour ce qui est de la France, une microtaxe de 0,2% rapporterait annuellement au moins 400 milliards d'euros.

### Réforme de la TVA et "taxe robot"
L'ampleur de la réforme de la taxe sur la valeur ajoutée (TVA) dans le cadre du financement du revenu de base varie selon les propositions, et s'apparente à une TVA sociale. La TVA serait augmentée, permettant en contrepartie la baisse du salaire super-brut (coût total qu'un employeur doit payer pour un employé, considérant l'ensemble des cotisations). Les diverses propositions estiment que cette voie permettrait une stimulation des secteurs exemptés de TVA (soins aux personnes âgées ou dépendantes, crèches, éducation supérieure, ...), ou intenses en travail (restauration, hôtellerie, services de réparation ou location, agriculture biologique et paysanne, etc.) ,. Elles estiment également que ce système devrait faire monter les prix des équipements à forte valeur ajoutée, notamment ceux participant à la course à la consommation (TV, ordinateur, électronique, jouets, vêtements, voitures, …), et qu'elle constituerait la meilleure façon de faire contribuer les robots au financement du revenu de base ,. Les cotisations étant remplacées par la TVA, les produits nationaux seraient également mieux vendus à l'international. Les principales propositions de réforme de TVA sont :
1. Instauration d'une TVA sociale, pouvant conduire à la suppression de certaines cotisations finançant des prestations non contributives : prestations familiales, "1 % logement", etc ... Ceci permettant de contribuer au financement du revenu de base. La TVA pourrait être particulièrement plus élevée sur les « biens de statuts » (luxe, produits ostentatoires, etc …), ou ceux préjudiciables à l'environnement [52].
2. De façon plus drastique, dans le cas où les retraites et le chômage étaient redistribuées au financement du revenu de base, le documentaire Le Revenu de Base envisage un montant de 1000 €/mois/habitant à l'aide d'une suppression de l'impôt sur le revenu, et l'augmentation de la TVA à hauteur de 50 % [53]. Selon ses auteurs, une telle voie de financement serait nettement plus simple à contrôler qu'un financement par impôt sur le revenu, et stimulant pour travailler. Le tableau ci-dessous extrait de ce documentaire, illustre le taux d'imposition effectif payé par différents profils via une TVA élevée à 50 %, doublée d'une suppression d'impôt sur le revenu :

| Revenu de Base | Salaire | Revenu total | Impôt : TVA de 50 % sur dépenses | Impôt effectif : RB - TVA | Taux d'imposition effectif |
| -------------- | ------- | ------------ | -------------------------------- | ------------------------- | -------------------------- |
| 1 000 €        | 0 €     | 1 000 €      | 500 €                            | -500 €                    | - 50 %                     |
| 1 000 €        | 500 €   | 1 500 €      | 750 €                            | - 250 €                   | - 17 %                     |
| 1 000 €        | 1 000 € | 2 000 €      | 1 000 €                          | 0 €                       | 0 %                        |
| 1 000 €        | 2 000 € | 3 000 €      | 1 500 €                          | 500 €                     | 17 %                       |
| 1 000 €        | 4 000 € | 5 000 €      | 2 500 €                          | 1 500 €                   | 30 %                       |
| 1 000 €        | 8 000 € | 9 000 €      | 4 500                            | 3 500 €                   | 39 %                       |

### Baisse envisageable des coûts de la santé
Une expérimentation de revenu de base a été menée au Canada dans les années 70, au travers du programme Mincome. Elle a montré une baisse des dépenses de santé de 8,5% pouvant s'expliquer par un moindre stress au travail et un accès à des produits de meilleure qualité .

### Suppression ou disparition des postes caducs de la fonction publique
D'une part, la mise en place du revenu de base s'accompagne d'un choc de simplification socio-fiscal. D'autre part, elle pourra être doublée d'une politique de mécanisation / virtualisation des emplois pouvant l'être. Beaucoup d'emplois de la fonction publique ne seraient plus nécessaires.
Selon différents résultats d'études, le nombre d'emplois pouvant disparaître d'ici 15 ans varie entre 10%  et 45% du total des emplois, cet élément dépendant en partie des choix politiques d'accompagnement ou d'enraiement de ce phénomène.

### Taxe sur les rentes publiques
Cette voie consiste à ce que les rentes publiques servent à financer un revenu de base. Par exemple, il est inscrit dans la constitution de l'Alaska que les ressources en hydrocarbures appartiennent aux Alaskiens : en vertu de cet [Alaska Permanent Fund], ceux-ci reçoivent ainsi tous les mois un chèque issu de la rente pétrolière, dont le montant varie en fonction du cours de pétrole . Sur les 30 dernières années, celui-ci a varié entre 800 et 2000 $/an/habitant.
En Iran, un revenu de base a été développé en 2010 pour remplacer les subventions sur la nourriture et l'essence. L'essence y est vendue au prix international. Une initiative écologique (les gens gaspillent moins l'essence car elle est plus chère), économique (car l'Etat vend l'essence plus chère) et sociale (car pour beaucoup de foyers modestes, la priorité porte sur d'autres besoins que l'achat d'essence : nourriture, logement, etc.) .
Cette idée pourrait être étendue aux autres rentes d'Etat : minerais, bois, terres, etc …

### Taxe sur la robotisation
Cette idée est une des propositions de Benoît Hamon pour financer un revenu de base lors de sa campagne de 2017, qui est également soutenue par Bill Gates . Cette proposition s'avère délicate à mettre en place, de par le flou entourant la définition de [robot], et sa porosité avec celle de [logiciel], également fortement destructeur d'emploi. Cette taxe pourrait indirectement être mise en place par la réforme de la TVA évoquée plus haut.

### Socialisation des monopoles des réseaux
Certains géants du net sont en état de monopole absolu, et parviennent à payer peu d'impôts par optimisation fiscale. Certains militants s'interrogent concernant la pertinence des rentes mirobolantes dont jouissent ces institutions au regard du seul mérite d'avoir inventé et lancé ce réseau. Ils poursuivent en affirmant que pendant les trente glorieuses, les monopoles de réseaux (EDF, GDF, SNCF, France Télécom, La Poste, …) étaient des monopoles publics. Et imaginent nationaliser ou créer des "sosies publics" à Amazon, Facebook, Google, etc., au vu de leur situation de monopole incontestable, et de leur rôle de quasi-service public. Bien que ces socialisations ne concerneraient que les entreprises dans un état de monopole total, cette politique peut être critiquée comme une entrave à la libre-entreprise .
Ainsi, tout comme il existe un Amazon Chinois (Alibaba), un Facebook chinois (Weibo), et un Google Chinois (Baidu), il serait possible de créer de tels réseaux Européens permettant de récupérer ces rentes de monopoles, et de les redistribuer sous forme de revenu de base.

### Lutte contre l'évasion fiscale
Cette voie de financement était également portée par Benoît Hamon en 2017 . D'après les chiffres du sénat , ce sont entre 30 et 50 milliards d'euros qui échappent tous les ans au gouvernement par le biais de l'évasion fiscale. Il est difficile d'estimer le montant exact, potentiellement plus élevé. Cette économie pourrait également être un contributeur significatif au financement du revenu de base .